# Conférences entre la Gestapo et le NKVD

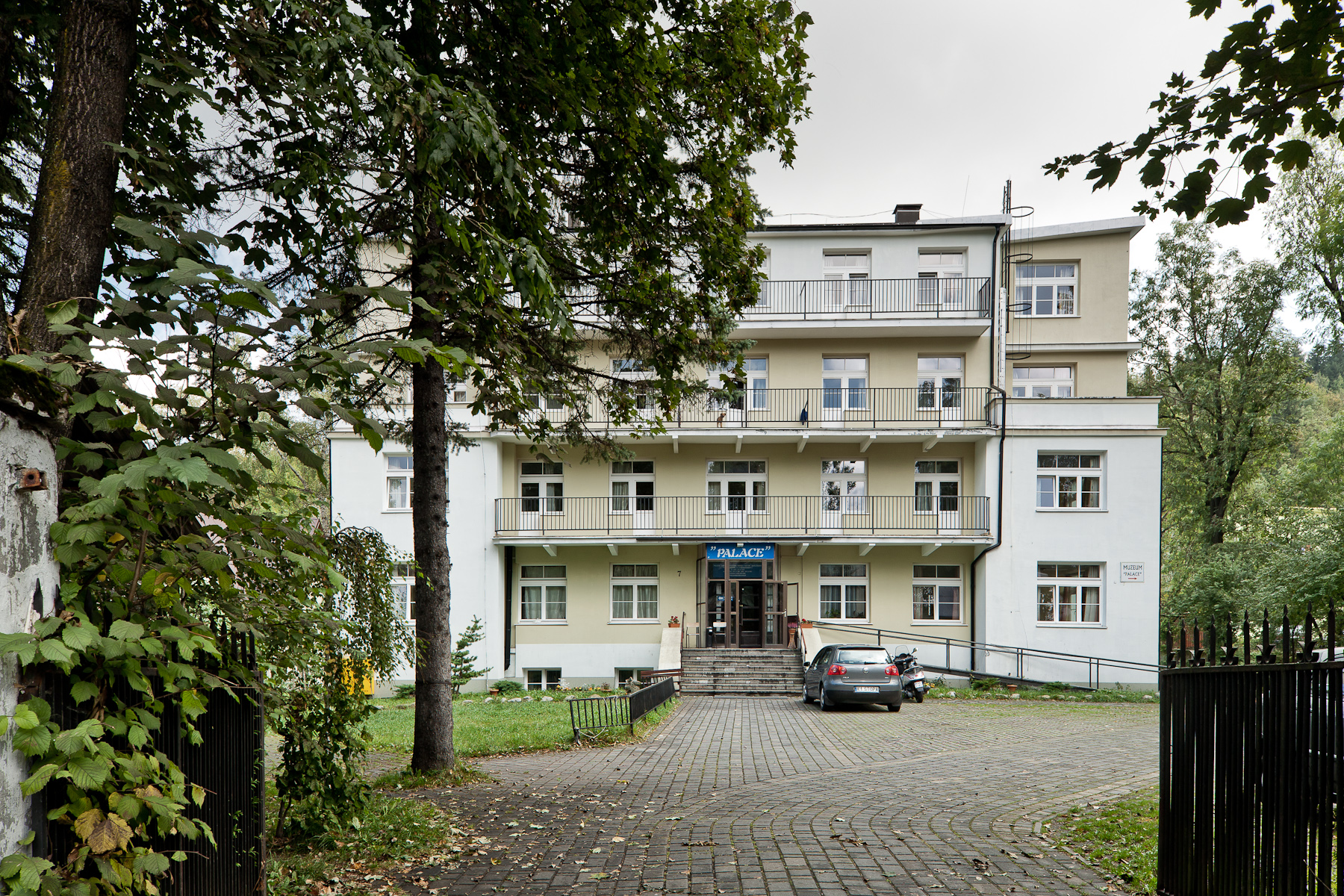
La villa Palace à Zakopane aujourd'hui, ancien siège de la Gestapo avec des salles de torture (au sous-sol).

Les conférences entre la Gestapo et le NKVD furent une série de réunions organisées à la fin de 1939 et au début de l’année 1940, dont le but était de permettre aux polices politiques nazies et soviétiques (la Gestapo et le NKVD respectivement) d’échanger des informations sur leurs activités en Pologne. En dépit de leurs antagonismes idéologiques, Heinrich Himmler et Lavrenti Beria avaient des objectifs communs en ce qui concernait le sort de la Pologne, et les conférences servirent à discuter de la coordination des plans d'occupation de la Pologne et de la répression de la résistance polonaise,.
Sur quatre conférences, la troisième eut lieu dans les célèbres montagnes Tatras à Zakopane, dans le sud de la Pologne, et fut la plus mémorable (la Conférence Zakopane). Du côté soviétique, plusieurs officiers du NKVD participèrent à ces réunions, où  les Allemands envoyaient un groupe d'experts de la Gestapo.

## Prélude

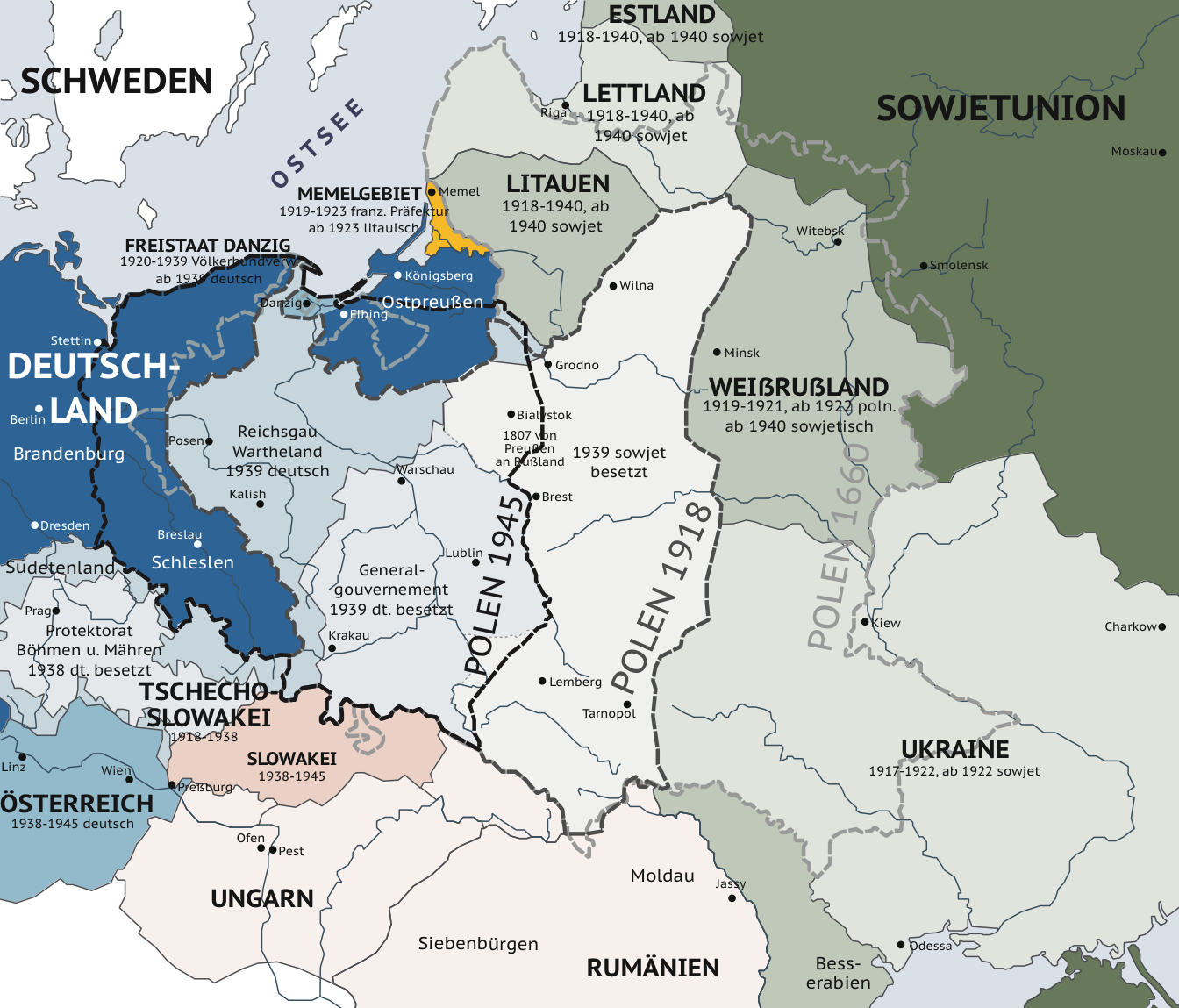
Europe de l'Est en 1939-1940.

Après la signature du pacte germano-soviétique le 23 août 1939, l'Allemagne attaque la Pologne le 1er septembre,. L'Union soviétique envahit à son tour la Pologne le 17 septembre,. Il en résulte la partition du pays en deux zones d'occupation, l'une allemande, l'autre soviétique, et la création d'une frontière de fait entre ces deux zones.

## Première conférence
On sait peu de chose de cette réunion. Elle aurait eu lieu le 27 septembre 1939 à Brest, en Biélorussie actuelle, alors que certaines unités de l'armée polonaise se battaient encore. Les deux parties s'attendaient à ce qu'une résistance polonaise se constitue, et discutèrent des moyens de la combattre.

## Deuxième conférence
Cette réunion eut lieu à la fin de novembre 1939, probablement à Przemyśl, une ville qui, entre septembre 1939 et juin 1941, fut partagée en une zone d'occupation allemande et une zone soviétique. Outre les moyens de combattre la résistance polonaise, les Soviétiques et les Allemands discutèrent des modalités d'échange des prisonniers de guerre polonais. De plus, les premières discussions sur l’occupation de la Pologne furent engagées. Certains historiens affirment que cette réunion eut lieu à Lwów,, au mois de décembre,.

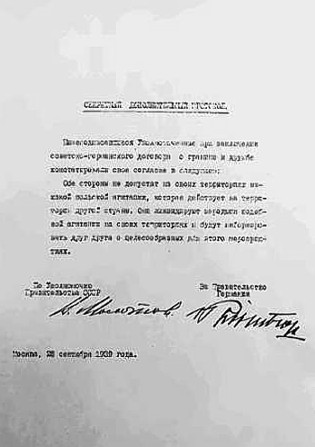
Protocole secret du traité germano-soviétique d'amitié, de coopération et de démarcation. « Les deux parties ne tolèreront sur leur territoire aucune agitation polonaise qui affectera les territoires de l'autre partie. Elles supprimeront dans leurs territoires les prémices de cette agitation et s'informeront mutuellement des mesures appropriées dans ce but ».

## Troisième conférence
Celle-ci est la plus connue, qui eut lieu à Zakopane, à partir du 20 février 1940 dans la villa "Pan Tadeusz", située dans la rue Droga do Białego près de l'entrée de la vallée de Białego. La partie allemande était représentée par Adolf Eichmann et un fonctionnaire du nom de Zimmermann, qui devint plus tard chef du district de Radom du Gouvernement général. La délégation soviétique était dirigée par Grigori Litvinov et, parmi d'autres, Rita Zimmerman (directeur d'une mine d'or dans la région de Kolyma) et un nommé Eichmans.
Selon plusieurs sources, l'un des résultats de cette conférence fut la Ausserordentliche Befriedungsaktion allemande (voir : Opération extraordinaire de pacification), l'élimination de l’intelligentsia de Cracovie lors de l’opération Sonderaktion Krakau et via le massacre de Katyń par les Soviétiques,. En 1991, dans son livre Stalin: Breaker of Nations, l'historien britannique Robert Conquest déclarait : « les horreurs subies par tant de millions de personnes innocentes, juifs, slaves et autres européens, sont le résultat de cette réunion d’esprits diaboliques et sont une tache indélébile sur l'histoire et l'intégrité de la civilisation occidentale, avec toutes ses prétentions humanitaires ». De plus, le professeur George Watson de l'université de Cambridge concluait dans son commentaire « Rehearsal for the Holocaust? » (en juin 1981) que le sort des officiers polonais internés pouvait avoir été décidé lors de cette conférence,. Cela est toutefois contesté par d'autres historiens, qui soulignent qu'il n'existe aucune preuve documentaire confirmant toute coopération sur cette question, et que les archives soviétiques existantes rendent effectivement une telle coopération improbable et qu'il est raisonnable de dire que l'Allemagne ne connaissait pas l’existence du massacre de Katyn jusqu'à ce que les cadavres fussent trouvés.

## Quatrième conférence
La quatrième et dernière réunion eut lieu en mars 1940 à Cracovie (selon certains historiens elle faisait partie de la Conférence Zakopane). Cet événement fut décrit par le général Tadeusz Bór-Komorowski, commandant de l'Armia Krajowa, dans son livre Armia Podziemna (L’armée secrète). Dans cet ouvrage, il décrit comment une délégation spéciale de NKVD venue à Cracovie s'entretint avec la Gestapo de la manière d’agir contre la résistance polonaise. Les négociations durèrent plusieurs semaines,.
La description de Bor-Komorowski est contestée par l'historien russe Oleg Vishlyov, qui, se basant sur des documents d'origine soviétique, affirme que la conférence n'impliqua ni le NKVD ni la Gestapo, mais les commissions soviétiques et allemandes qui s'occupaient des réfugiés dans les deux territoires occupés, et que le sujet des discussions était l’« échange de réfugiés ». Selon cet auteur, la conférence n'avait rien à voir avec la répression des Polonais ou avec le massacre de Katyn. En fait, certains historiens soulignent que, malgré l’existence d'autres actions coordonnées, il n'existe aucune preuve d'une coopération germano-soviétique directe dans le massacre de Katyń lui-même.